# Nicholas Kergozou
Nicholas Kergozou De La Boessiere (conocido como Nick Kergozou; Invercargill, 29 de abril de 1996) es un deportista neozelandés que compite en ciclismo en las modalidades de pista y ruta. Ganó dos medallas en el Campeonato Mundial de Ciclismo en Pista, en los años 2017 y 2023, en la prueba de persecución por equipos.

## Medallero internacional
| Campeonato Mundial | Campeonato Mundial    | Campeonato Mundial | Campeonato Mundial      |
| Año                | Lugar                 | Medalla            | Competición             |
| ------------------ | --------------------- | ------------------ | ----------------------- |
| 2017               | Hong Kong (China)     | Medalla de plata   | Persecución por equipos |
| 2023               | Glasgow (Reino Unido) | Medalla de bronce  | Persecución por equipos |

## Palmarés
2022
- 1 etapa de la New Zealand Cycle Classic